# Paul Broadhurst
Paul Broadhurst (* 14. August 1965 in Atherstone, Warwickshire) ist ein englischer Profigolfer der PGA European Tour. Mit über 500 Teilnahmen zählt er zu den Veteranen jener großen europäischen Turnierserie.
Broadhurst gewann 1988 als bester Amateur bei der Open Championship die begehrte Silver Medal und wurde im selben Jahr Berufsgolfer. Im Jahr darauf stieß er zur European Tour und holte sich gleich seinen ersten Turniersieg bei der Credit Lyonnais Cannes Open 1989, was ihm am Ende der Saison zum Sir Henry Cotton Rookie of the Year Award (bester Neuling) verhalf. Weitere Siege auf der Tour folgten 1991, 1993 und 1995. Im Jahre 1996 erreichte Broadhurst mit einem 9. Platz seine beste Platzierung in der European Tour Order of Merit.
In der zweiten Runde der Dubai Desert Classic des Jahres 2000 verletzte sich Broadhurst an der rechten Hand so sehr, dass er die restliche Saison aussetzen musste. In den nachfolgenden zwei Spielzeiten konnte er sein Spiel nicht wieder finden und erst 2003 gelang es Broadhurst wieder, die volle Teilnahmeberechtigung für die Tour zu erreichen. 2005 holte er sich seinen fünften Turniersieg bei der Portuguese Open und konnte 2006 diesen Titel erfolgreich verteidigen.
Seit August 2015 spielt Broadhurst auf der European Seniors Tour, wo er gleich bei seinem ersten Antreten siegreich war. Auch auf der US-amerikanischen Champions Tour ist er erfolgreich unterwegs.
Paul Broadhurst ist seit 1991 mit seiner Frau Lorraine verheiratet und Vater von Zwillingen sowie zwei weiteren Kindern.

## European Tour Siege
- 1989 Credit Lyonnais Cannes Open
- 1991 European Pro-Celebrity
- 1993 Benson and Hedges International Open
- 1995 Peugeot Open de France
- 2005 Portuguese Open
- 2006 Portuguese Open

## European Seniors Tour Siege
- 2015 Prostate Cancer UK Scottish Senior Open
- 2016 Senior Open Championship (zäht auch zur Champions Tour)
- 2017 Scottish Senior Open, Paris Legends Championship
- 2018 Senior PGA Championship (zählt auch zur Champions Tour)

## Champions Tour Siege
- 2016 Senior Open Championship (zäht auch zur European Seniors Tour), Nature Valley First Tee Open at Pebble Beach
- 2018 Bass Pro Shops Legends of Golf (mit Kirk Triplett), Senior PGA Championship (zählt auch zur European Seniors Tour)

Senior Majors sind fett gedruckt.

## Andere Turniersiege
- 1990 Motorola Classic
- 2012 Cornish Festival
- 2014 Midland Professional Championship
- 2015 Cornish Festival

## Teilnahmen bei Teambewerben
- Ryder Cup: 1991
- World Cup: 1995, 1997
- Alfred Dunhill Cup: 1991
- Four Tours World Championship: 1991 (Sieger)

## Resultate bei Major Championships
| Tournament        | 1988   | 1989 |
| ----------------- | ------ | ---- |
| Masters           | DNP    | DNP  |
| US Open           | DNP    | DNP  |
| Open Championship | T58 LA | CUT  |
| PGA Championship  | DNP    | DNP  |

| Tournament        | 1990 | 1991 | 1992 | 1993 | 1994 | 1995 | 1996 | 1997 | 1998 | 1999 |
| ----------------- | ---- | ---- | ---- | ---- | ---- | ---- | ---- | ---- | ---- | ---- |
| Masters           | DNP  | DNP  | DNP  | DNP  | DNP  | DNP  | DNP  | DNP  | DNP  | DNP  |
| US Open           | DNP  | DNP  | DNP  | DNP  | DNP  | DNP  | DNP  | T52  | DNP  | DNP  |
| Open Championship | T12  | T17  | CUT  | T34  | CUT  | T58  | T26  | CUT  | DNP  | DNP  |
| PGA Championship  | DNP  | DNP  | DNP  | DNP  | DNP  | DNP  | DNP  | CUT  | DNP  | DNP  |

| Tournament        | 2000 | 2001 | 2002 | 2003 | 2004 | 2005 | 2006 | 2007 | 2008 | 2009 |
| ----------------- | ---- | ---- | ---- | ---- | ---- | ---- | ---- | ---- | ---- | ---- |
| Masters           | DNP  | DNP  | DNP  | DNP  | DNP  | DNP  | DNP  | DNP  | DNP  | DNP  |
| US Open           | DNP  | DNP  | DNP  | DNP  | DNP  | DNP  | DNP  | DNP  | DNP  | DNP  |
| Open Championship | DNP  | DNP  | DNP  | DNP  | T60  | DNP  | T26  | T12  | DNP  | T60  |
| PGA Championship  | DNP  | DNP  | DNP  | DNP  | DNP  | DNP  | CUT  | DNP  | DNP  | DNP  |

| Tournament        | 2010 | 2011 | 2012 | 2013 |
| ----------------- | ---- | ---- | ---- | ---- |
| Masters           | DNP  | DNP  | DNP  | DNP  |
| US Open           | DNP  | DNP  | DNP  | DNP  |
| Open Championship | DNP  | DNP  | CUT  | DNP  |
| PGA Championship  | DNP  | DNP  | DNP  | DNP  |

DNP = nicht teilgenommen

CUT = Cut nicht geschafft

„T“ geteilte Platzierung

WD = zurückgezogen

Grüner Hintergrund für Siege

Gelber Hintergrund für Top 10